# Lenkstein
Lenkstein är en bergstopp på gränsen mellan Österrike och Italien. Den ligger i den västra delen av Österrike, 300 km väster om huvudstaden Wien. Toppen på Lenkstein är 3 236 meter över havet, eller 219 meter över den omgivande terrängen. Bredden vid basen är 2,9 km. Lenkstein ingår i Rieserferner Gruppe.
Terrängen runt Lenkstein är bergig åt nordväst, men åt sydost är den kuperad. Runt Lenkstein är det glesbefolkat, med 19 invånare per kvadratkilometer.. 
Trakten runt Lenkstein består i huvudsak av gräsmarker.